# Großpoppen und Neunzen
Die Herrschaft Großpoppen und Neunzen war eine Grundherrschaft im Viertel ober dem Manhartsberg im Erzherzogtum Österreich unter der Enns, dem heutigen Niederösterreich.

## Ausdehnung
Die Herrschaft umfasste zuletzt die Ortsobrigkeit über Großpoppen, Schlagles, Kainraths, Neunzen, Edelbach, Merkenbrechts, Matzelschlag und Limpfings. Der Sitz der Verwaltung befand sich in Großpoppen.

## Geschichte
Letzter Inhaber der Herrschaft war der k.k. Stiftungsfonds. Infolge der Reformen 1848/1849 wurde die Herrschaft aufgelöst.